# Cantonul Caen-8
Cantonul Caen-8 este un canton din arondismentul Caen, departamentul Calvados, regiunea Basse-Normandie, Franța.

## Comune
- Caen (parțial, reședință)
- Fleury-sur-Orne
- Louvigny